# ليل تيكا
تايلر جوستين أنتوني شارب (بالإنجليزية: Tyler-Justin Anthony Sharpe)، والمعروف فنيا باسم ليل تيكا (بالإنجليزية: Lil Tecca) هو مغني راب، وكاتب اغاني، ومنتج أغاني أمريكي.

## نشأته وحياته
ولد تايلر جوستين في 26 أغسطس 2002، في مقاطعة كوينز في مدينة نيويورك، ويعتبر من مهجري دولة جامايكا. عاش تايلر حياته في سبرنغفيلد غاردنز في مقاطعة كوينز، ولكن انتقل لاحقا إلي سيدارهورست في لونغ آيلند.

## مسيرته الموسيقية
عندما كان تيكا في التاسعة من عمره تابع اهتمامه بالموسيقى من خلال موسيقى الراب مع أصدقائه عبر الميكروفون الخاص به على جهاز إكس بوكس الخاص به. وألفوا موسيقى ديس موجهة ضد بعضهم البعض، وجرى تحميل اثنين منها على ساوند كلاود منذ سنوات، ولكن جرى حذفها منذ ذلك الحين. وأول أغنية له اكتسبت بعض الشعبية، "Tectri"، وجرى إنتاجها بالتعاون مع صديقه ليل غميبير، وتم إصدارها في أوائل عام 2017. وتشمل الأعنيات الأولية الأخرى له "Callin". بعد عام واحد فقط، بدأت مسيرة تيكا المهنية في الانطلاق بأغنيته المنفردة الناجحة "Ransom"، والتي تم تحميلها في الأصل على قناة Lyrical Lemonade على يوتيوب الخاصة بـ Cole Bennett في 22 مايو 2019. بلغت الأغنية ذروتها في المرتبة الرابعة على مخطط بيلبورد هوت 100 وحصل على أكثر من مليار تشغيل على سبوتيفاي وأكثر من 400 مليون مشاهدة على موقع يوتيوب.

## روابط خارجية
- ليل تيكا على موقع IMDb (الإنجليزية)
- ليل تيكا على موقع ميوزك برينز (الإنجليزية)
- ليل تيكا على موقع أول ميوزيك (الإنجليزية)
- ليل تيكا على موقع ديسكوغز (الإنجليزية)
- ليل تيكا على موقع قاعدة بيانات الفيلم (الإنجليزية)